# Сазава
Сазава (чеськ. Sázava) — річка в центральній частині Чеської Республіки, права притока Влтави. Її частина є межею між історичними землями Моравією та Богемією.
Неофіційна назва цієї річки «Золота річка». Ця назва пов'язана не з видобутком золота в долині цієї річки, а з забарвленням води, яке спричинене глиною на дні річки, особливо добре це видно при впаданні річки у Влтаву.
Площа басейну річки становить 4350 км². А загальна довжина становить 225 км з яких 208,3 км судноплавні. Витік річки розташований на висоті 757 км, а гирло на висоті 200 м. Річка має рівнинний характер течії. Максиум води в річці спостерігається в період з лютого до квітня. Мініум води спостерігається в літні та осінні місяці.

## Галерея

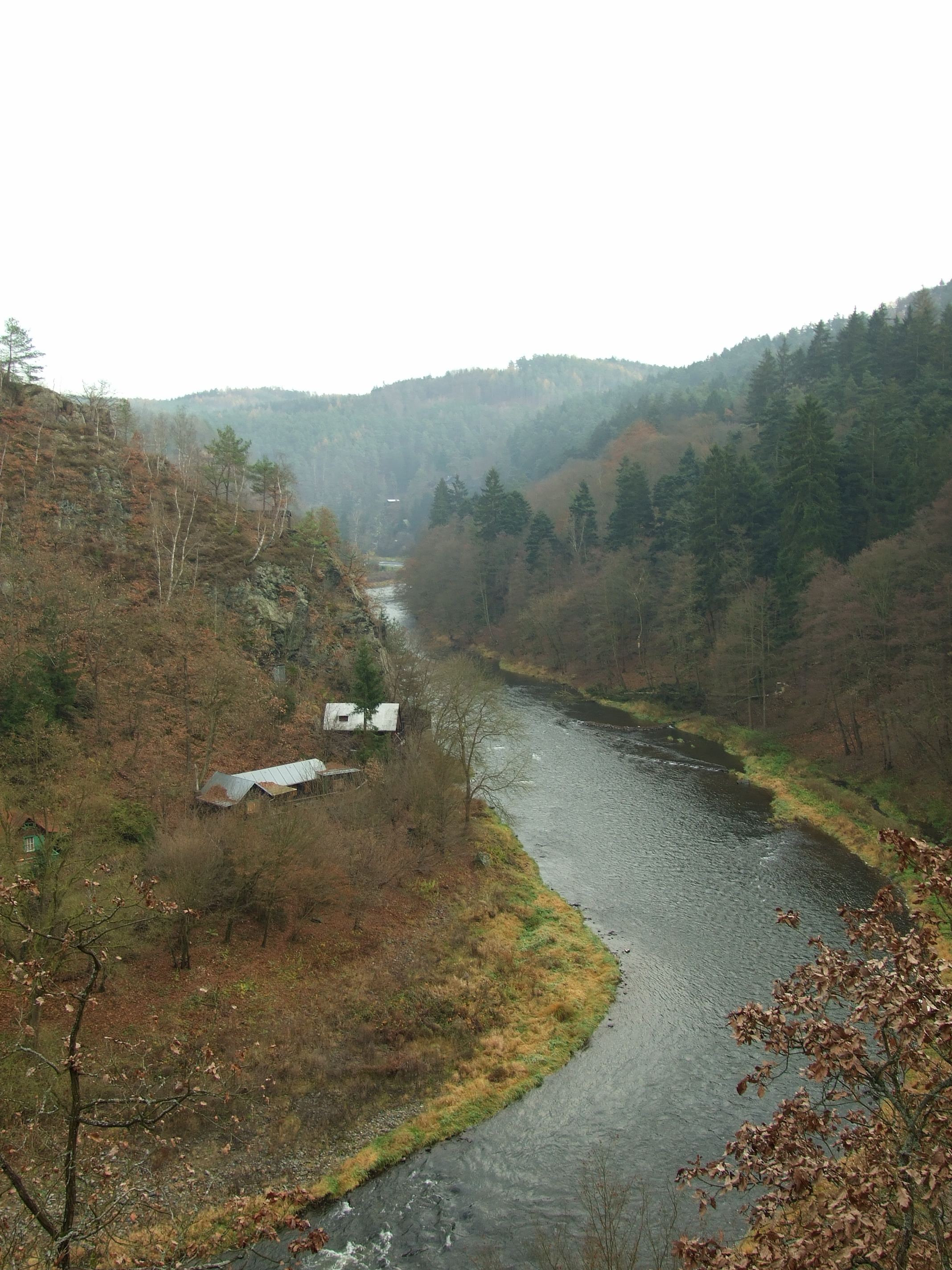
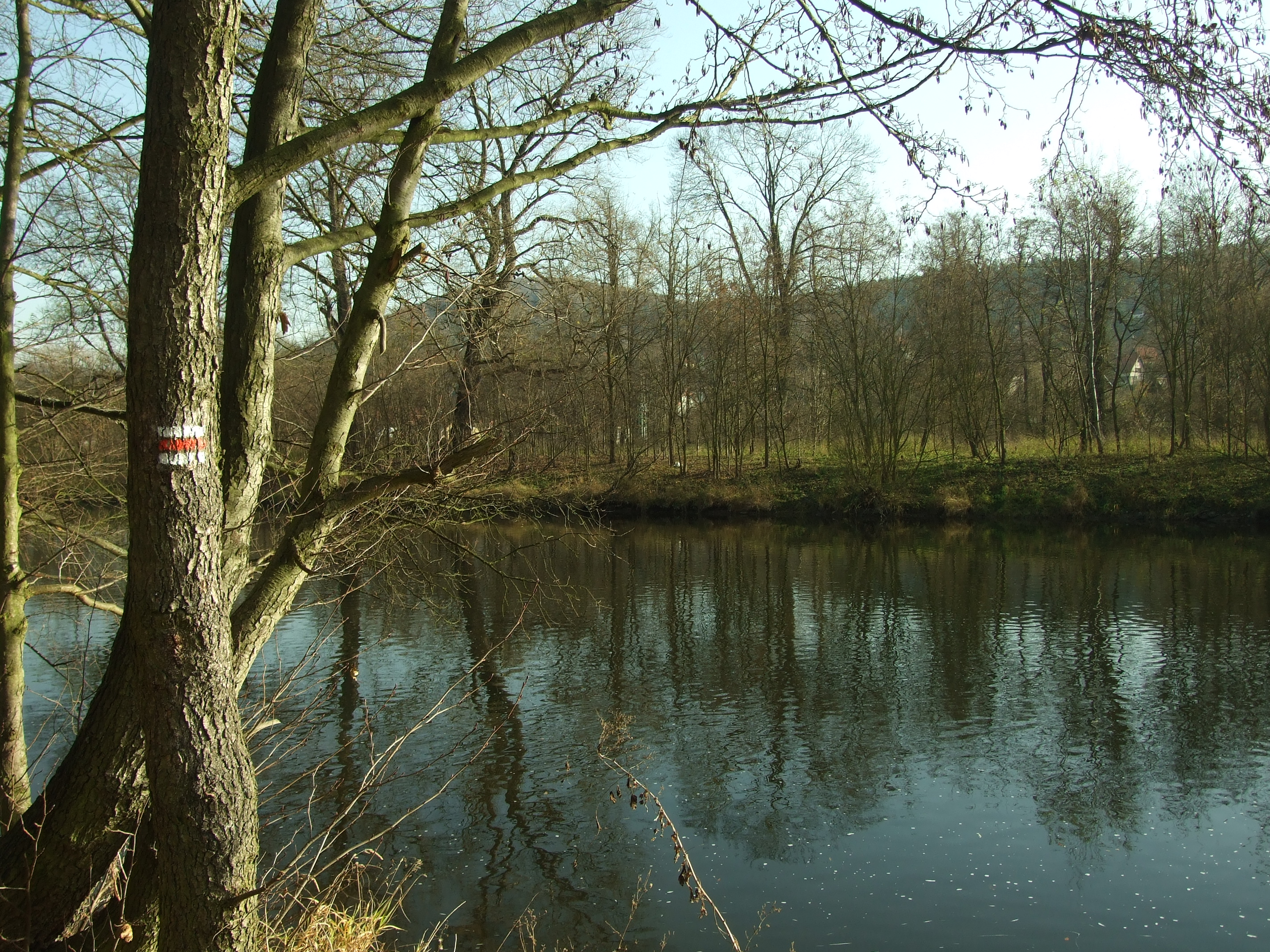
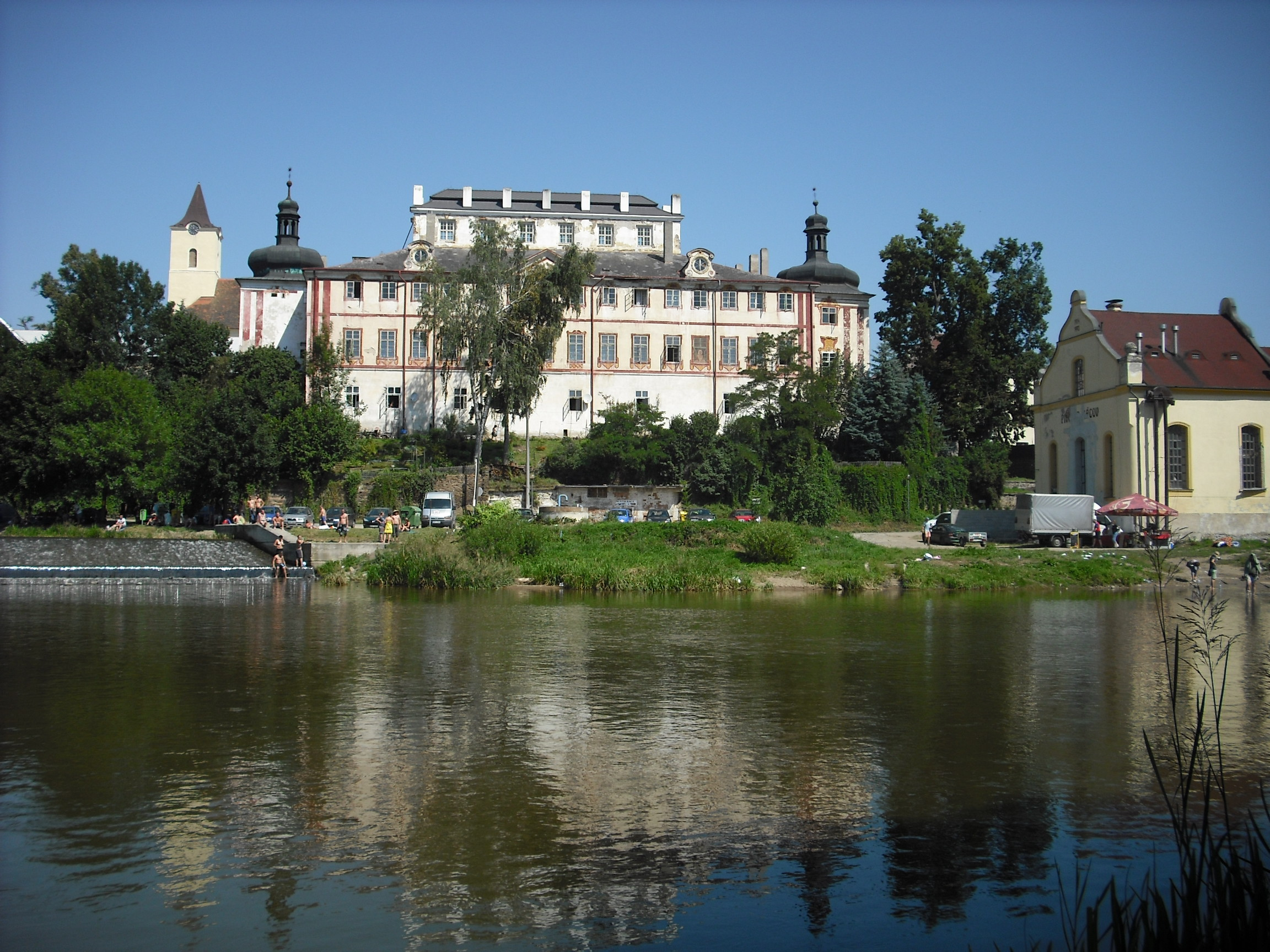
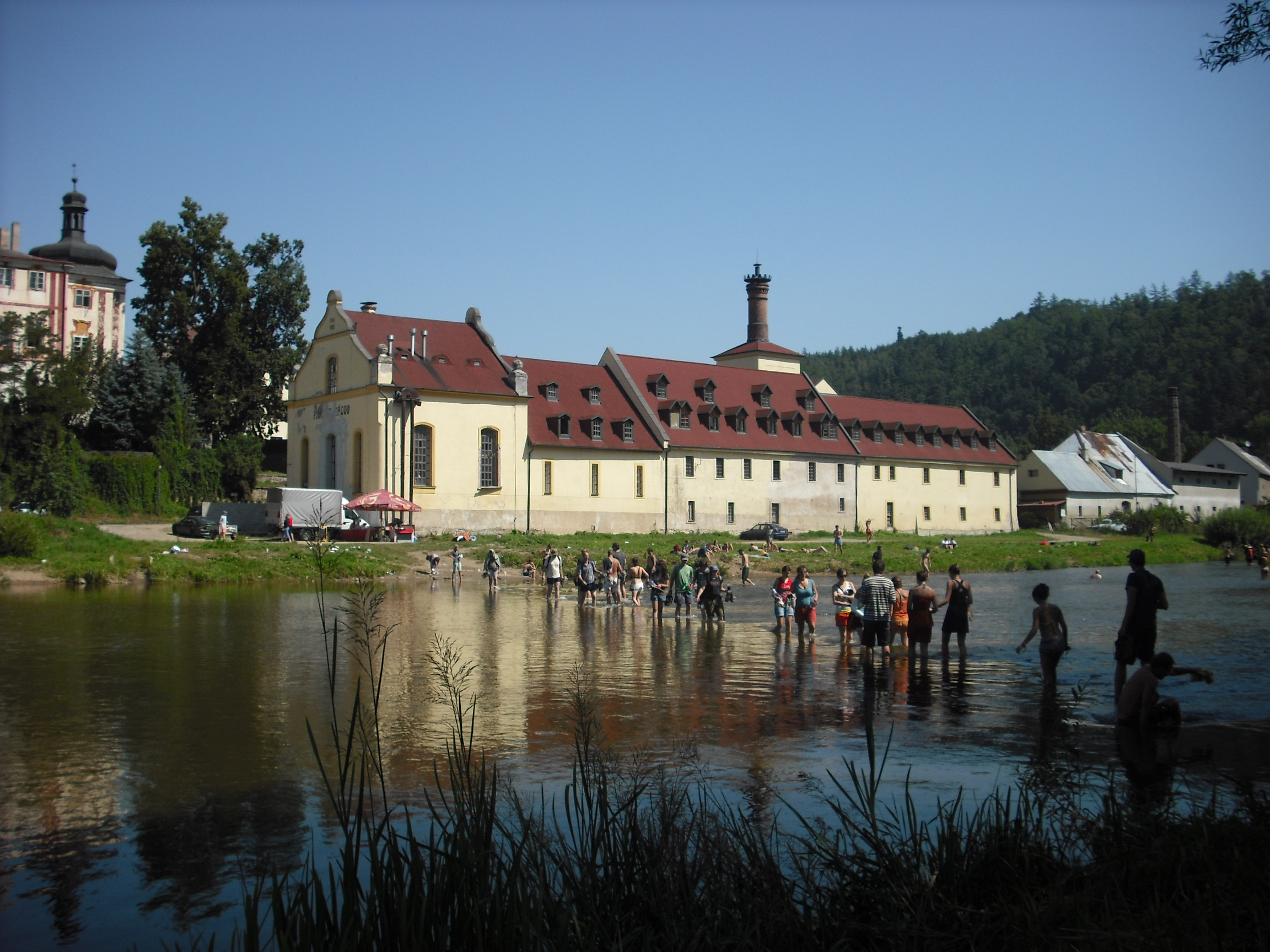
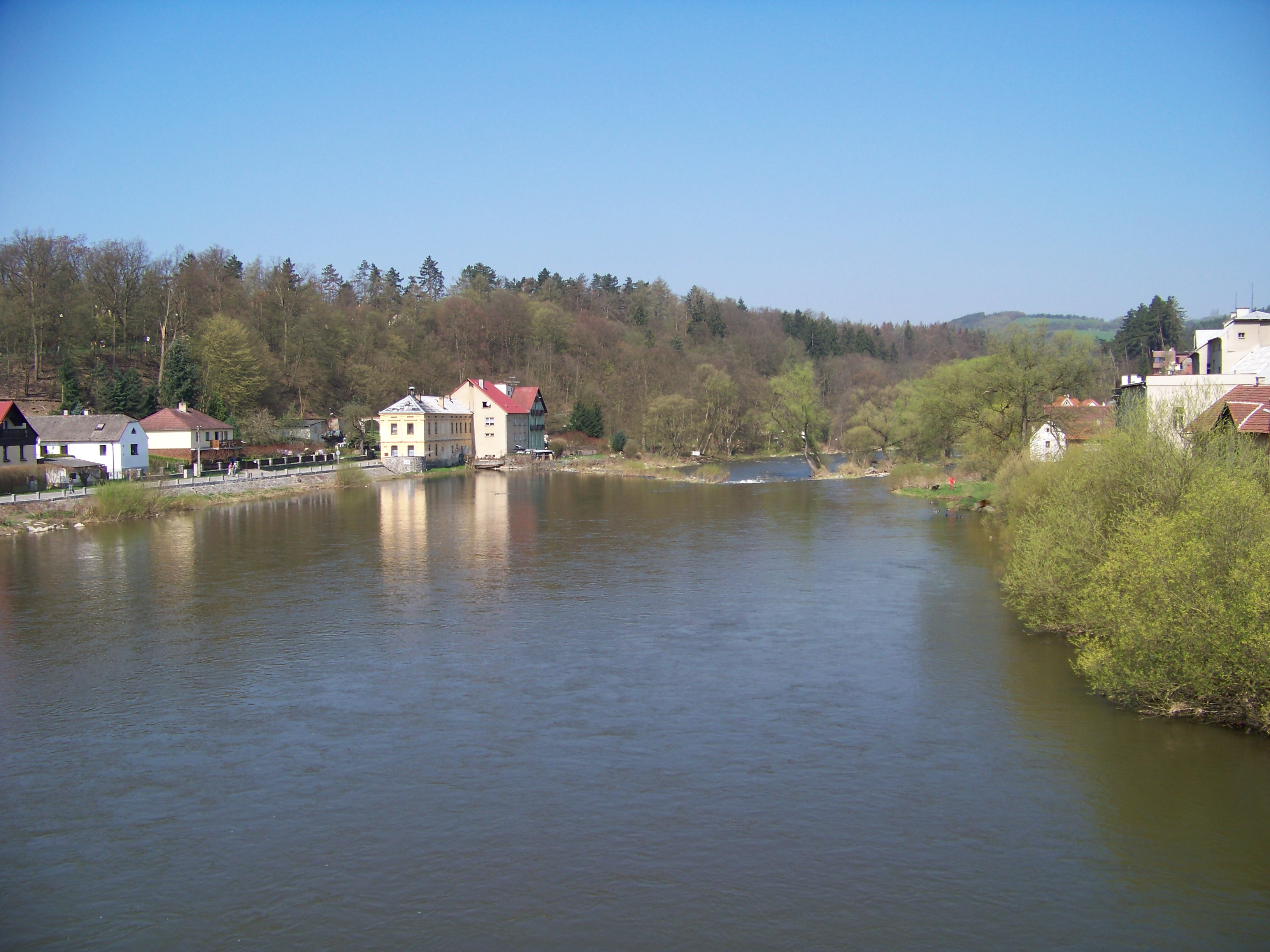
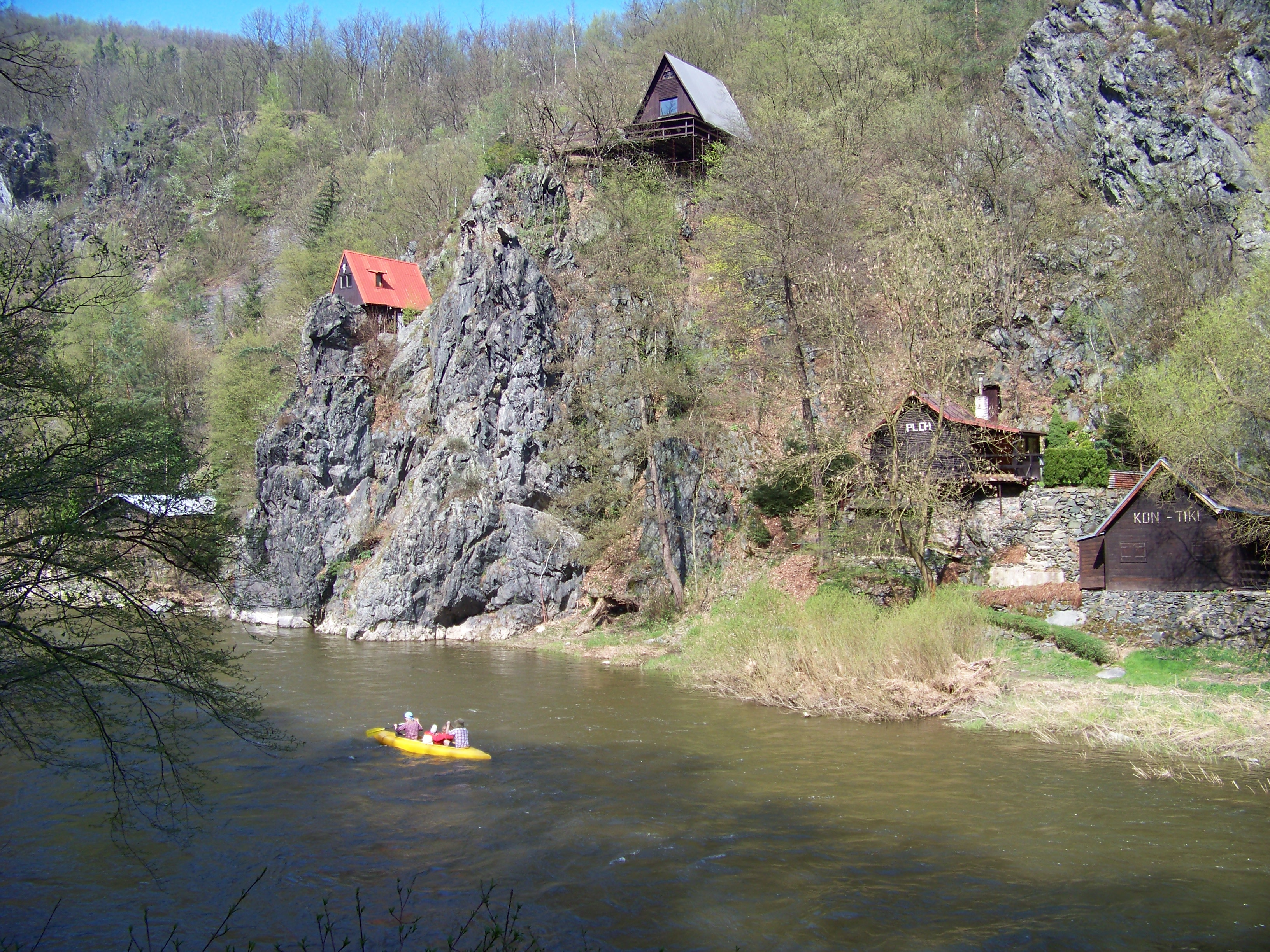
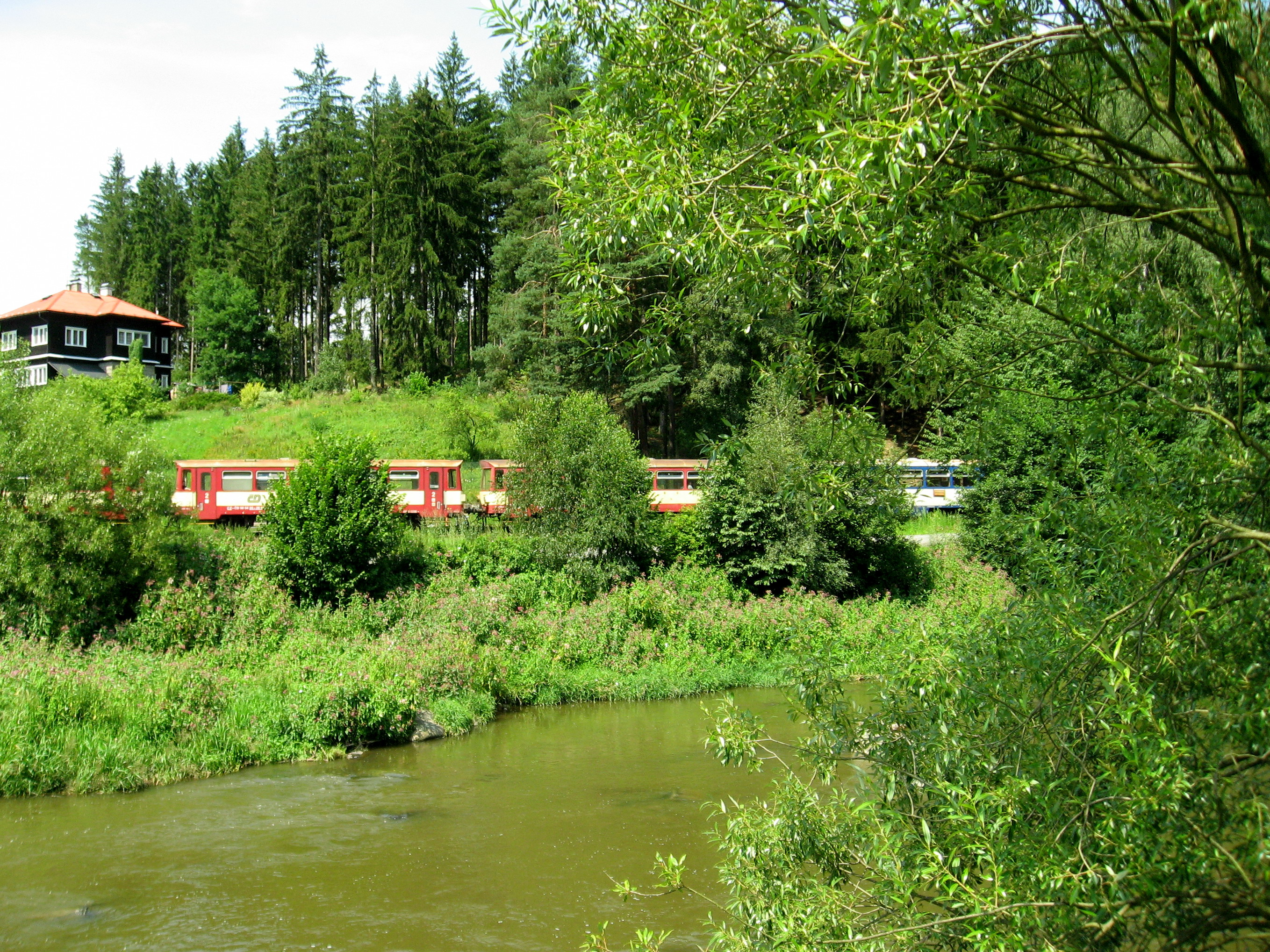
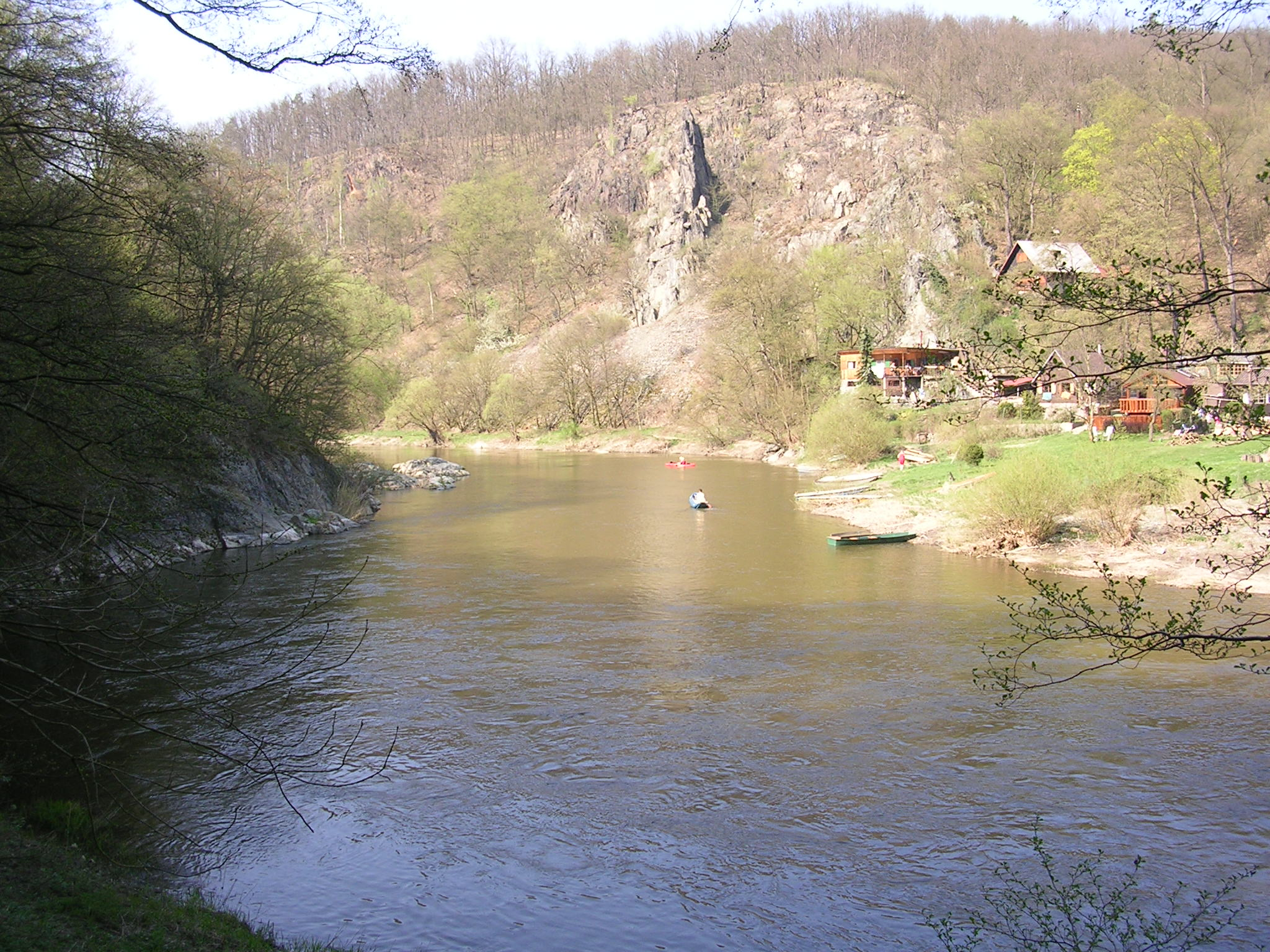
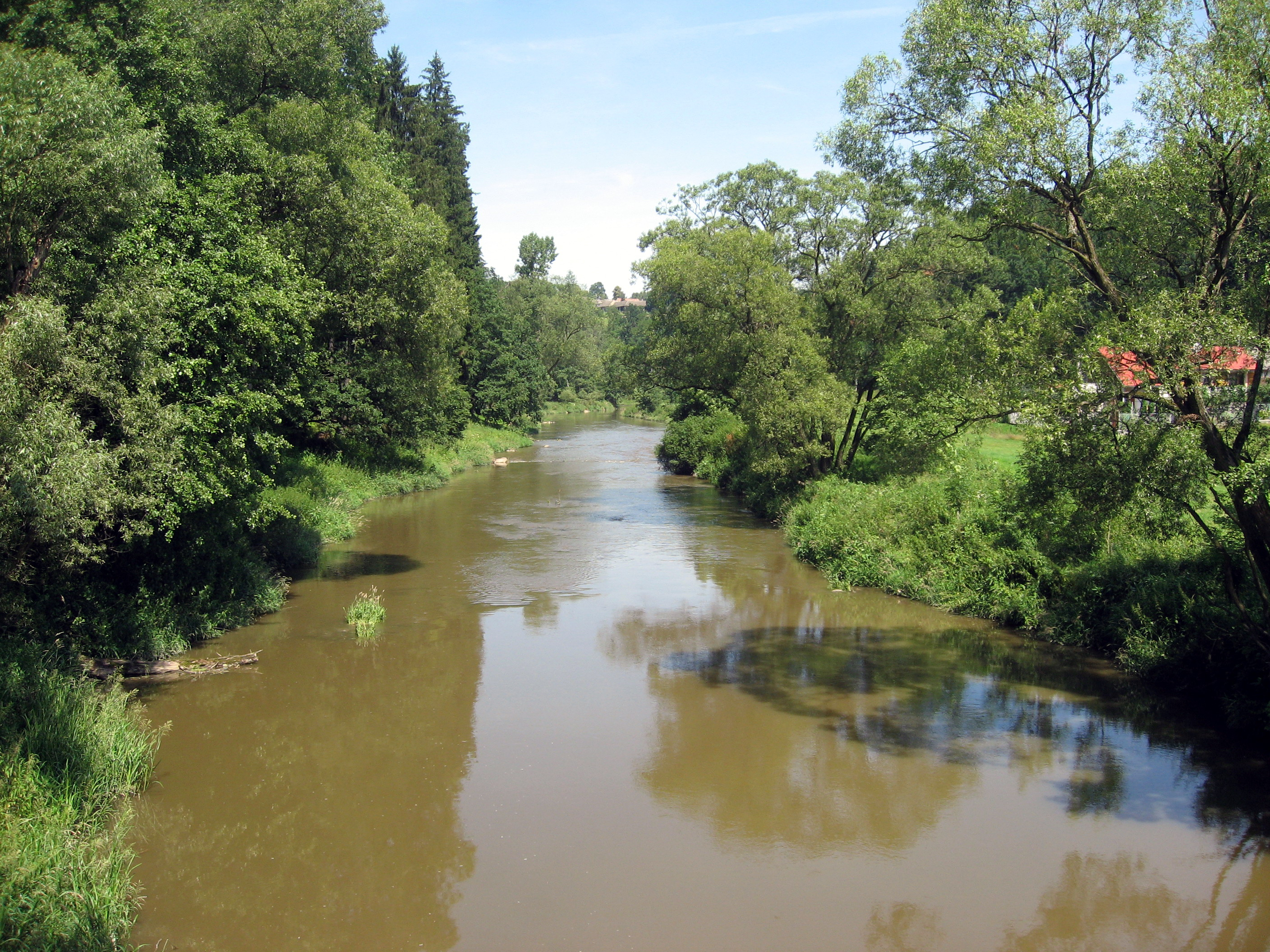
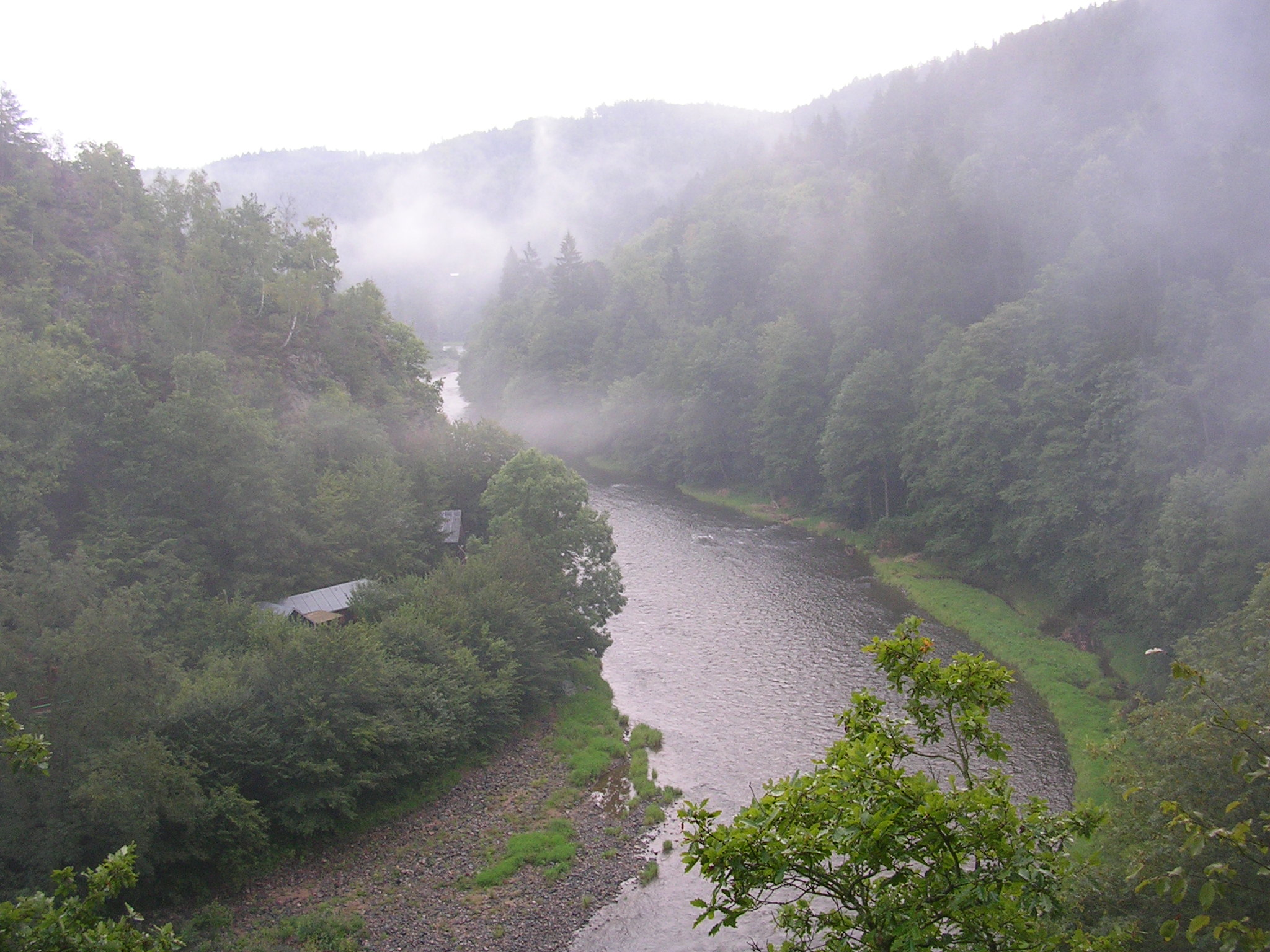
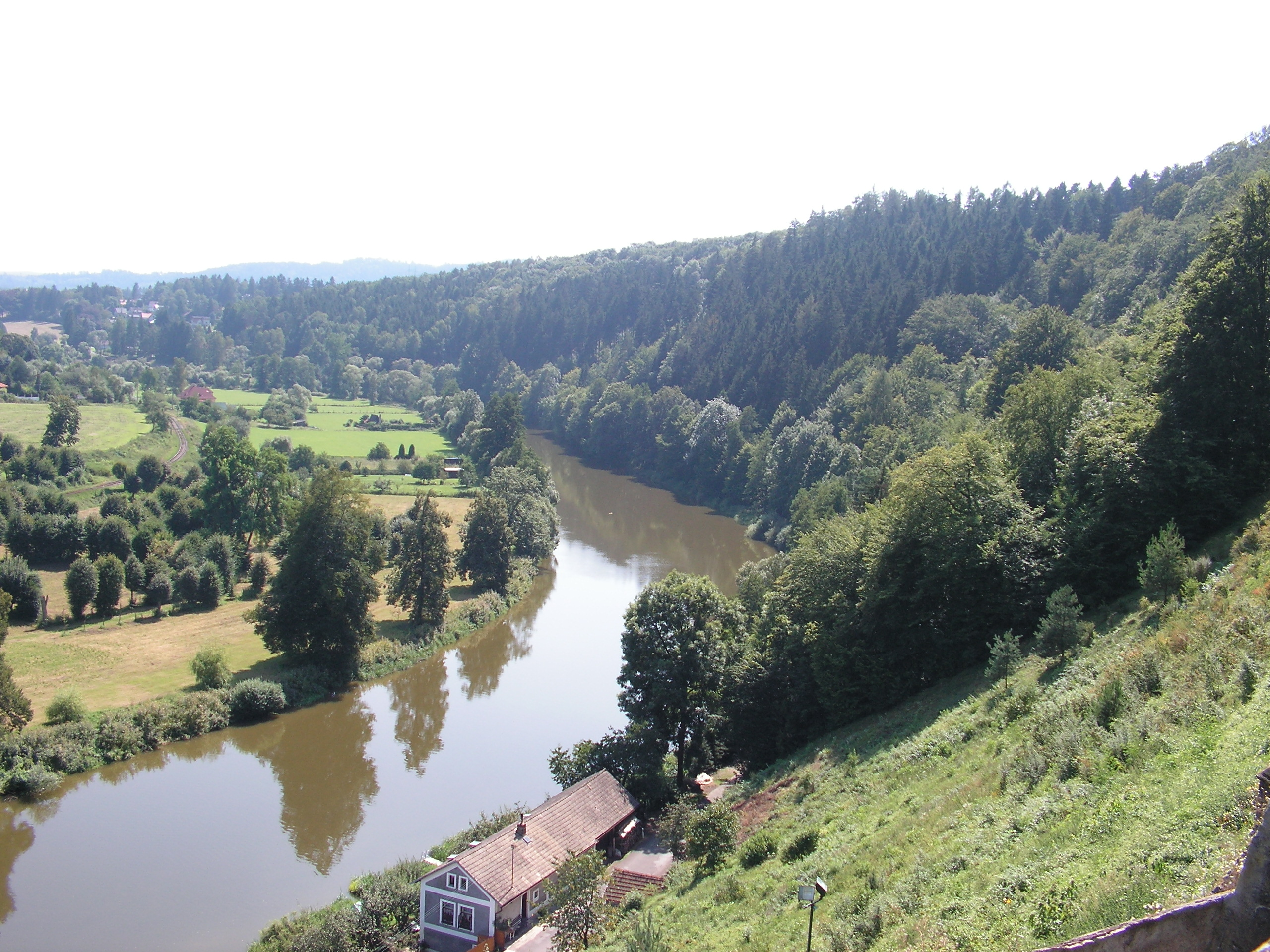
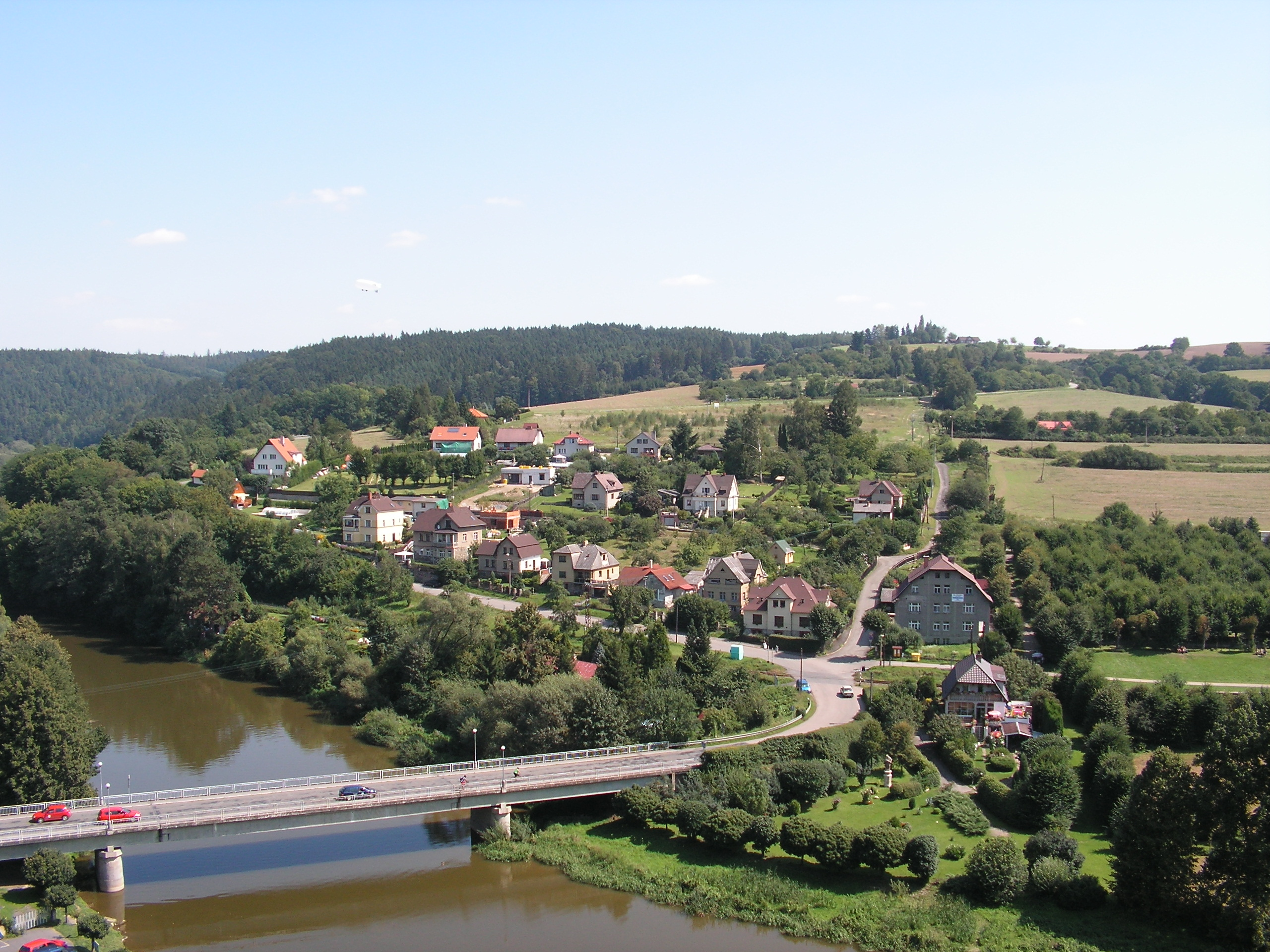